# Jeremy (Vorname)
Jeremy [ˈd͡ʒɛɹ.ə.miː] ist ein männlicher Vorname.

## Herkunft und Bedeutung
Der Name Jeremy stellt eine englische Variante von Jeremia dar.

## Verbreitung
Der Name Jeremy ist in erster Linie im englischen Sprachraum verbreitet.
In den USA stieg er vor allem in den 1960er Jahren in den Vornamenscharts auf und erreichte im Jahr 1970 mit Rang 70 erstmals die Top-100. Von 1971 bis 1995 zählte er zu den 50 meistgewählten Jungennamen und erreichte im Jahr 1976 mit Rang 14 seine bislang höchste Platzierung in den Hitlisten (Stand 2021). Seitdem sank die Popularität des Namens kontinuierlich. Im Jahr 2003 verließ der Name die Top-100 der Vornamenscharts. Mittlerweile wird er nur noch selten vergeben. Im Jahr 2021 belegte er Rang 239 der Vornamenscharts.
Ein ähnliches Bild zeigt sich in Kanada, Australien und Neuseeland.
In Frankreich stieg der Name Jeremy [ʒe.ʁe.mi] in den 1970er Jahren steil in den Vornamenscharts auf. Trat er im Jahr 1970 erstmals in die Top-500 der Vornamenscharts ein, erreichte er sechs Jahre später bereits die Hitliste der 100 beliebtesten Jungennamen. Mit Rang 6 erreichte der Name im Jahr 1987 seine bislang höchste Platzierung in den Charts (Stand 2021). Ende der 2000er Jahre sank die Popularität des Namens ebenso rasch, wie sie gestiegen war. Für die Variante Jérémy zeigt sich ein ähnliches Bild, jedoch war der Name weniger beliebt.
In Deutschland wurde der Name vor den 1990er Jahren nur sehr selten vergeben. In den 1990er und 2000er Jahren war der Name mäßig beliebt, konnte jedoch vereinzelt die Top-100 erreichen. In den 2010er Jahren geriet der Name außer Mode.

## Varianten
Die französische Varianten des Namens lauten Jérémie und Jérémy. Eine weitere englische Variante ist Jeremiah.
Für weitere Varianten: siehe Jeremias#Varianten

## Namensträger
Namensträger der Varianten Jeremy, Jérémy und Jérémie sind unter anderem:

### A
- Jeremy Adduono (* 1978), kanadischer Eishockeyspieler
- Jeremy Adler (* 1947), britischer Dichter, Herausgeber und Hochschullehrer
- Jérémie Aliadière (* 1983), französischer Fußballspieler
- Jeremy Peter Allen (* 1968), kanadischer Filmschaffender
- Jeremy Ausmus (* 1979), US-amerikanischer Pokerspieler

### B
- Jeremy Bacon (1959–2024), US-amerikanischer Jazzmusiker
- Jeremy Bates (* 1962), englischer Tennisspieler
- Jeremy Bentham (1748–1832), englischer Philosoph, Jurist und Sozialreformer
- Jérémy Berthod (* 1984), französischer Fußballspieler
- Jeremy Bloom (* 1982), US-amerikanischer Freestyle-Skier und American-Football-Spieler
- Jeremy Bokila (* 1988),  niederländisch-kongolesischer Fußballspieler
- Jeremy Bonderman (* 1982), US-amerikanischer Baseballspieler
- Jeremy M. Boorda (1939–1996), Admiral der US Navy
- Jérémie Bréchet (* 1979), französischer Fußballspieler
- Jeremy Brett (1933–1995), britischer Schauspieler
- Jeremy Brock (* 1959), britischer Regisseur und Drehbuchautor
- Jeremy Brockie (* 1987), neuseeländischer Fußballspieler
- Jeremy Burgess (* 1953), australischer Ingenieur

### C
- Jeremy Camp (* 1978), US-amerikanischer Songwriter
- Jérémy Chardy (* 1987), französischer Tennisspieler
- Jeremy Christie (* 1983), neuseeländischer Fußballspieler
- Jeremy Clarkson (* 1960), britischer Moderator, Autor und Journalist
- Jérémy Clément (* 1984), französischer Fußballspieler
- Jeremy Collier (1650–1726), anglikanischer Bischof und englischer Theaterkritiker
- Jeremy Corbyn (* 1949), britischer Politiker

### D
- Jeremy Davies (* 1969), US-amerikanischer Schauspieler
- Jeremy Deller (* 1966), britischer Künstler
- Jérémy Dérangère (* 1975), französischer Radrennfahrer
- Jérémie Durand (* 1986), französischer Skirennläufer

### E
- Peter Jeremy Ettl (* 1954), deutscher Schriftsteller

### F
- Jeremy Foley (* 1983), US-amerikanischer Filmschauspieler
- Jeremy Fox (1941–2023), britischer Moderner Fünfkämpfer

### G
- Jeremy Francis Gilmer (1818–1883), US-amerikanischer Generalmajor im Sezessionskrieg

### H
- Jeremy Hall (* 1988), US-amerikanischer Fußballspieler
- Jeremy O. Harris (* 1989), US-amerikanischer Schauspieler, Dramatiker und Philanthrop
- Jeremy Hunt (* 1966), britischer Politiker (Conservative Party)
- Jeremy Hunt (* 1974), britischer Radrennfahrer
- Jeremy Hutchinson (1915–2017), britischer Anwalt und Politiker

### I
- Jeremy Irons (* 1948), britischer Schauspieler
- Jeremy Irvine (* 1990), britischer Schauspieler
- Jeremy Isaacs (* 1932), britischer Fernsehproduzent

### J
- Jeremy Jackson (* 1980), US-amerikanischer Schauspieler und Sänger
- Jeremy B. C. Jackson (Jeremy Bradford Cook Jackson; * 1942), US-amerikanischer Meeresbiologe und Ökologe
- Jeremy Jahn (* 1990), deutscher Tennisspieler
- Jérémie Janot (* 1977), französischer Fußballspieler
- Jeremy Jones (* 1971), US-amerikanischer Poolbillardspieler
- Jeremy Jordan (* 1984), US-amerikanischer Schauspieler, Musicaldarsteller, Sänger und Musiker

### K
- Jeremy Karikari (* 1987), deutscher Fußballspieler
- Jérémy Kapone (1987), französischer Schauspieler
- Jeremy Kilpatrick (1935–2022), US-amerikanischer Mathematikdidaktiker

### L
- Jeremy Lelliott (* 1982), US-amerikanischer Filmschauspieler und Theaterintendant
- Jeremy Levy (* 1965), US-amerikanischer Kinderdarsteller; heute Physikprofessor
- Jeremy London (* 1972), US-amerikanischer Schauspieler
- Jeremy Lubbock (1931–2021), britischer Pianist, Songwriter, Arrangeur und Produzent
- Jeremy Lusk (1984–2009), US-amerikanischer Freestyle-Motocross-Fahrer
- Jeremy „Jerry“ Lynn (* 1963), US-amerikanischer Wrestler

### M
- Jeremy Maartens (* 1979), südafrikanischer Radrennfahrer
- Jeremy McWilliams (* 1964), nordirischer Motorrad-Rennfahrer
- Jérémy Ménez (* 1987), französischer Fußballspieler
- Jeremy Miliker (* 2008), österreichischer Schauspieler
- Jeremy Miller (* 1976), US-amerikanischer Schauspieler
- Jeremy Mockridge (* 1993), deutscher Schauspieler
- Jérémy Morel (* 1984), französischer Fußballspieler
- Jeremy Morse (1928–2016), britischer Bankmanager und Schachkomponist

### N
- Jeremy Ngakia (* 2000), englischer Fußballspieler
- Jeremy Nobis (1970–2023), US-amerikanischer Skirennläufer und Extremskifahrer
- Jeremy Northam (* 1961), britischer Schauspieler
- Jérémie Njock (* 1980), kamerunischer Fußballspieler

### P
- Jérémy Perbet (* 1984), französischer Fußballspieler
- Jérémie Pignard (* 1987), französischer Fußballschiedsrichter
- Jeremy Piven (* 1965), US-amerikanischer Schauspieler
- Jeremy Podeswa (* 1962); kanadischer Filmregisseur und Drehbuchautor
- Jeremy Powers (* 1983), US-amerikanischer Cyclocrossfahrer

### Q
- Jérémie Ouédraogo (* 1973), Radrennfahrer aus Burkina Faso

### R
- Jeremy Ratchford (* 1965), kanadischer Schauspieler
- Jérémie Renier (* 1981), belgischer Theater- und Filmschauspieler
- Jeremy Renner (* 1971), US-amerikanischer Filmschauspieler
- Jeremy Richardson (* 1983/1984), US-amerikanischer Basketballspieler
- Jeremy Rifkin (* 1945), US-amerikanischer Ökonom und Publizist
- Jeremy Roenick (* 1970), US-amerikanischer Eishockeyspieler
- Jérémy Roy (* 1983), französischer Radsportler
- Jérémy Roy (* 1997), kanadischer Eishockeyspieler

### S
- Jeremy Shearmur (* 1948), australischer Philosoph
- Jeremy Sinden (1950–1996), englischer Schauspieler und Schriftsteller
- Jeremy Sisto (* 1974), US-amerikanischer Schauspieler und Filmproduzent
- Jeremy Soule (* 1975), US-amerikanischer Komponist
- Jeremy Spencer (* 1948), britischer Gitarrist
- Jeremy Steig (1942–2016), US-amerikanischer Jazzflötist
- Jeremy Stenberg (* 1981), US-amerikanischer Freestyle-Motocross-Fahrer
- Jeremy Sumpter (* 1989), US-amerikanischer Schauspieler

### T
- Jeremy Teela (* 1976), US-amerikanischer Biathlet
- Jeremy Teitelbaum (* 1959), US-amerikanischer Mathematiker
- Jeremy Thomas (* 1949), britischer Filmproduzent
- Jérémy Toulalan (* 1983), französischer Fußballspieler
- Jeremy Trueblood (* 1983), US-amerikanischer American-Football-Spieler

### V
- Jeremy Vennell (* 1980), neuseeländischer Radrennfahrer

### W
- Jeremy Wariner (* 1984), US-amerikanischer Leichtathlet
- Jeremy Williams (* 1984), kanadischer Eishockeyspieler
- Jeremy Wotherspoon (* 1976), kanadischer Eisschnellläufer

### Y
- Jeremy Yablonski (* 1980), kanadischer Eishockeyspieler
- Jeremy Yates (* 1982), neuseeländischer Radrennfahrer